# William Green (football américain)
(en) Statistiques sur pro-football-reference
William Green, né le 17 décembre 1979 à Atlantic City, est un joueur américain de football américain.

## Enfance
Green a une enfance difficile. Ses deux parents meurent du sida, lorsqu'il a douze et treize ans. Il étudie à la Holy Spirit High School où il joue pour les Spartans. Il reçoit divers honneurs All-American.

## Carrière

### Université
Il entre au Boston College où il commence à jouer pour l'équipe de football américain des Eagles en 1999. Il joue deux années (2000 et 2001) comme running back titulaire et parcourt 2700 yards et trente-deux touchdowns. Il est nommé joueur offensif de la Big East Conference 2001 et est nommé All-American.

### Professionnel
William Green est sélectionné au premier tour de la draft de la NFL de 2002 par les Browns de Cleveland, au seizième choix. Il fait une bonne saison de rookie, jouant tous les matchs dont dix comme titulaire et parcourt 887 yards et inscrit six touchdowns à la course. Après un très bon début de saison 2003, il est arrêté pour conduite en état d'ivresse et possession de marijuana, qui lui valent quatre matchs de suspension par la NFL. Une dispute avec sa fiancée, qui le poignare dans le dos, entraîne sa suspension jusqu'à la fin de la saison.
En 2004, il fait son retour mais ses performances déçoivent les supporters. De plus, il est expulsé de l'équipe provisoirement après une bagarre avec son coéquipier Joey Porter. Pour la saison 2005, il perd son rôle de titulaire et entre au cours de huit matchs, parcourant 78 yards. À la fin du camp d'entraînement 2006, il se blesse et est coupé par les Browns.
En mars 2008, il tente de faire son retour en NFL, participant au Pro Day du Boston College. Mais il n'arrive pas à intégrer une franchise professionnelle.

## Palmarès
- Équipe de la conférence Big East 2000 et 2001
- Joueur offensif de la conférence Big East 2001
- All-American 2001